# Devegeçidi-Talsperre
Die Devegeçidi-Talsperre (türkisch Devegeçidi Barajı) liegt am Devegeçidi Çayı 25 km nordwestlich der Provinzhauptstadt Diyarbakır in der gleichnamigen türkischen Provinz. 
Die Talsperre wurde in den Jahren 1953–1962 zur Bewässerung errichtet.
Der Steinschüttdamm hat eine Höhe von 33 m über Talsohle und besitzt ein Volumen von 3,24 Mio. m³. 
Der zugehörige Stausee bedeckt bei Normalstau eine Fläche von 28 ha und verfügt über einen Speicherraum von 202 Mio. m³.
Die Talsperre dient der Bewässerung einer Fläche von 10.600 ha.